# Награды Татарстана
Государственные награды Республики Татарстан — награды субъекта Российской Федерации учреждённые Правительством Республики Татарстан, согласно Закону Республики Татарстан от 24 марта 2004 года № 25-ЗРТ «О государственных наградах Республики Татарстан».
Награды предназначены для поощрения работников учреждений, организаций и предприятий Республики Татарстан, военнослужащих, сотрудников силовых ведомств, а также иных граждан Российской Федерации и граждан иностранных государств, за заслуги перед Республикой Татарстан.

## Перечень наград

### Ордена
| Изображение награды | Наименование награды                                                                                          | Дата учреждения     | Правила награждения | Источник |
|                     | Орден «За заслуги перед Республикой Татарстан» тат. «Татарстан Республикасы алдындагы казанышлар өчен» ордены | 24 марта 2004 года  | Орденом «За заслуги перед Республикой Татарстан» награждаются: - за выдающиеся заслуги в развитии государственности Республики Татарстан, обеспечении прав и свобод граждан, развитии экономики, культуры, науки, образования, здравоохранения, искусства и спорта, - за проявленные отвагу и мужество при охране общественного порядка. Награждение орденом производится указом Президента Татарстана. | Закон Республики Татарстан от 24 марта 2004 года № 25-ЗРТ «О государственных наградах Республики Татарстан» ---   |
|                     | Орден «Дуслык» тат. «Дуслык» ордены                                                                           | 25 апреля 2015 года | Орденом «Дуслык» награждаются: - за особые заслуги в укреплении международного авторитета Республики Татарстан, дружбы и сотрудничества между Республикой Татарстан и иностранными государствами, другими субъектами Российской Федерации, - за значительный вклад в развитие экономических, торговых, научных, технических, социальных, культурных связей и промышленного потенциала, эффективной инвестиционной, благотворительной и общественной деятельности, способствующих процветанию Республики Татарстан. Награждение орденом производится указом Президента Татарстана. | Закон Республики Татарстан от 10 октября 2011 года № 74-ЗРТ «О государственных наградах Республики Татарстан» --- |

### Медали
| Изображение награды | Наименование награды | Дата учреждения      | Правила награждения | Источник |
|                     | Медаль ордена «За заслуги перед Республикой Татарстан» тат. «Татарстан Республикасы алдындагы казанышлар өчен» ордены медале                                               | 25 апреля 2015 года  | Медалью ордена «За заслуги перед Республикой Татарстан» награждаются: - за особые заслуги в развитии государственности Республики Татарстан, обеспечении прав и свобод граждан, развитии экономики, культуры, науки, образования, здравоохранения, искусства и спорта, - за проявленные отвагу и мужество при охране общественного порядка, а также при исполнении воинского, гражданского или служебного долга в условиях, сопряжённых с риском для жизни, - за активную общественную и благотворительную деятельность. | Закон Республики Татарстан от 10 октября 2011 года № 74-ЗРТ «О государственных наградах Республики Татарстан» ---                                                         |
|                     | Медаль «За доблестный труд» тат. «Фидакарь хезмәт өчен» медале | 24 марта 2004 года   | Медалью «За доблестный труд» награждаются: - за высокие достижения в труде в области государственного, экономического, социального и культурного развития Республики Татарстан, в развитии экономического и научного потенциала республики, - за активную общественную и благотворительную деятельность. | Закон Республики Татарстан от 24 марта 2004 года № 25-ЗРТ «О государственных наградах Республики Татарстан» ---                                                           |
|                     | Медаль «За заслуги в развитии местного самоуправления в Республике Татарстан» тат. «Татарстан Республикасында җирле үзидарәне үстерүдәге казанышлар өчен» медале           | 24 марта 2004 года   | Медалью «За заслуги в развитии местного самоуправления в Республике Татарстан» награждаются граждане: - за выдающиеся заслуги в становлении и развитии местного самоуправления в Республике Татарстан, - за повышение эффективности деятельности органов местного самоуправления, решение вопросов местного значения исходя из интересов населения с учётом исторических и иных местных традиций. | Закон Республики Татарстан от 24 марта 2004 года № 25-ЗРТ «о государственных наградах республики Татарстан» ---                                                           |
|                     | Медаль «Родительская доблесть» тат. «Ата-ана фидакарьлеге» медале | 27 декабря 2021 года | награждаются родители (усыновители) – граждане Российской Федерации, состоящие в зарегистрированном браке, либо родитель (усыновитель) – гражданин Российской Федерации, в случае смерти одного из родителей (усыновителей) или объявления его умершим, которые воспитывают или воспитали семерых и более детей в соответствии с требованиями семейного законодательства, при наличии не менее одного несовершеннолетнего ребенка. При представлении к награждению медалью «Родительская доблесть» учитываются также дети, погибшие или пропавшие без вести при защите Отечества или его интересов, при исполнении воинского, служебного или гражданского долга, умершие вследствие ранения, контузии, увечья или заболевания, полученных при указанных обстоятельствах, либо вследствие трудового увечья или профессионального заболевания, либо вследствие катастроф или стихийных бедствий.                                                       | Закон Республики Татарстан от № 106-ЗРТ от 27 декабря 2021 года «О внесении изменений в Закон Республики Татарстан „О государственных наградах Республики Татарстан“» --- |
|                     | Медаль «Ана даны — Материнская слава» тат. «Ана даны — Материнская слава» медале                                                                                           | 24 марта 2004 года   | Медалью награждаются матери — гражданки Российской Федерации, проживающие на территории Республики Татарстан, родившие и воспитывающие (воспитавшие) пять и более детей, при наличии не менее одного несовершеннолетнего ребёнка. При представлении к награде учитывается добросовестное отношение многодетной матери к воспитанию своих детей. При представлении к награждению медалью принимаются во внимание дети: - усыновлённые матерью в установленном законом порядке; - погибшие или пропавшие без вести при защите Отечества или при исполнении иных воинских обязанностей, либо при выполнении долга гражданина по спасению человеческой жизни, по охране законности и правопорядка, а также умершие вследствие ранения, контузии, увечья или заболевания, полученных при указанных обстоятельствах, либо вследствие трудового увечья или профессионального заболевания, либо вследствие несчастных случаев, катастроф, стихийных бедствий | Закон Республики Татарстан от 24 марта 2004 года № 25-ЗРТ «О государственных наградах Республики Татарстан» ---                                                           |
|                     | Медаль «100 лет образования Татарской Автономной Советской Социалистической Республики» тат. «Татарстан Автономияле Совет Социалистик Республикасы төзелүгә 100 ел» медале | 12 октября 2019 года | Медалью «100 лет образования Татарской Автономной Советской Социалистической Республики» награждаются граждане, внёсшие существенный вклад в развитие государственности Республики Татарстан, укрепление её социально-экономического потенциала, межнационального и межконфессионального согласия, сохранение и преумножение культурно-духовного наследия, имеющие заслуги в профессиональной и общественной деятельности, способствующие повышению авторитета Республики. | Президент Татарстана утвердил внешний вид медали в честь 100-летия ТАССР (Закон РТ № УП-620) ---                                                                          |
|                     | Медаль «В ознаменование добычи трёхмиллиардной тонны нефти Татарстана» тат. «Өч миллиард тонна Татарстан нефтен чыгару уңаеннан» медале                                    | 24 марта 2004 года   | Медалью «В ознаменование добычи трехмиллиардной тонны нефти Татарстана» награждаются: - граждане, являющиеся (являвшиеся) работниками нефтяной отрасли промышленности Республики Татарстан, проявившие высокие показатели в труде, в том числе руководителями предприятий и организаций нефтяной отрасли промышленности Республики Татарстан независимо от организационно-правовой формы, добившиеся вместе с возглавляемыми ими коллективами высоких результатов в своей работе, - работниками других отраслей народного хозяйства Республики Татарстан, государственных органов и организаций, внёсшие значительный вклад в становление и развитие нефтяной отрасли промышленности Республики Татарстан. | Закон Республики Татарстан от 24 марта 2004 года № 25-ЗРТ «О государственных наградах Республики Татарстан» ---                                                           |

### Другие награды
| Изображение награды                         | Наименование награды                                    | Дата учреждения      | Правила награждения | Источник |
| Образец нагрудного знака к Почётным званиям | Почётные звания Республики Татарстан                    | 24 марта 2004 года   | Почётные звания присваиваются Президентом Республики Татарстан: артистам, писателям, поэтам, учителям, художникам, агрономам, архитекторам, ветеринарным врачам, врачам, газовикам, геологам, деятелям искусств, деятелям науки, животноводам, землеустроителям, зоотехникам, изобретателям, лесоводам, машиностроителям, мелиораторам, механизаторам, нефтяникам, работникам высшей школы, работникам ЖКХ, работникам здравоохранения, работникам культуры, работникам лёгкой промышленности, работникам печати и массовых коммуникаций, работникам пищевой промышленности, работникам информатизации и связи, работникам сельского хозяйства, работникам социальной защиты, работникам сферы обслуживания населения, работникам транспорта, работникам физической культуры, рационализаторам, сотрудник органов внутренних дел, спасателям, строителям, учителям, химикам, экологам, экономистам, энергетикам и юристам, внёсшим значительный вклад в сфере своей повседневной деятельности. Звание «Народный» присваивается, не ранее чем через пять лет после присвоения почётного звания «Заслуженный». Удостоенным почётных званий вручается соответствующий нагрудный знак. | Закон Республики Татарстан от 24 марта 2004 года № 25-ЗРТ «О государственных наградах Республики Татарстан»                     |
|                                             | Благодарственное письмо Президента Республики Татарстан | 12 марта 2003 года   | Благодарственным письмом Президента Республики Татарстан поощряются трудовые коллективы и граждане, внёсшие значительный вклад в социально-экономическое и культурное развитие Республики Татарстан, а также имеющих другие заслуги перед Республикой. | Указ Президента Республики Татарстан от 12 марта 2003 года № УП-200 «О Благодарственном письме Президента Республики Татарстан» |
|                                             | Благодарность Президента Республики Татарстан           | 27 декабря 2011 года | Благодарность Президента Республики Татарстан является формой поощрения за значительный вклад в развитие государственности, местного самоуправления, экономики, промышленности, сельского хозяйства, науки, культуры, искусства, образования, здравоохранения, спорта Республики Татарстан, за заслуги в обеспечении законности, правопорядка, защиты прав и свобод граждан, за высокие достижения в хозяйственной, научной, социально-культурной, общественной, благотворительной деятельности, направленной на улучшение жизни граждан в Республике Татарстан, за иные заслуги (достижения) перед Республикой Татарстан. Благодарностью поощряются граждане Российской Федерации, иностранные граждане, лица без гражданства. | Указ Президента Республики Татарстан от 27 декабря 2011 года № УП-873 «О Благодарности Президента Республики Татарстан»         |

## Награды города Казани
Награды Казани - награды административного центра Республики Татарстан (в составе Российской Федерации), не относящиеся к государственным наградам Российской Федерации.
Перечень наград города Казани:
| Изображение награды                 | Наименование награды                                            | Дата учреждения    | Правила награждения | Источник                                                                                          |
| Нагрудный знак Почётного гражданина | Звание «Почётный гражданин Казани»                              | 30 марта 2005 года | Звание «Почётный гражданин Казани» присваивается жителям города, гражданам, внёсшим выдающийся вклад в развитие и процветание Казани, повышение её роли и авторитета к России и на международной арене. Основаниями для присвоения звания Почётного гражданина являются: - выдающийся вклад в экономическое, социальное, духовное развитие города, восстановление и сохранение его историко-архитектурного облика, строительство зданий и сооружений; - поступки и дела, совершённые на благо города и его жителей (благотворительная деятельность, пожертвования в особо крупных размерах, безвозмездное финансирование социально значимых проектов); - авторитет гражданина у жителей Казани, обретённый длительной общественной, политической, научной, спортивной, культурной, хозяйственной, а также иной деятельностью с выдающимися результатами как для Российской Федерации, Республики Татарстан и города Казани, так и для мирового значения. Лицу, которому присвоено звание, в торжественной обстановке Мэром Казани вручаются: - знак Почётного гражданина и его уменьшенная копия; - Грамота и удостоверение Почётного гражданина: - производится запись в Книгу Почётных граждан. | Решение Казанского совета народных депутатов от 30 марта 2005 года № 3-23 «О наградах Казани» --- |
|                                     | Знак отличия «За труд и доблесть во благо Казани»               | 30 марта 2005 года | Знаком отличия «За труд и доблесть во благо Казани» награждаются высокопрофессиональные в сфере своей деятельности работники предприятий, объединений, учреждений, организаций за большой вклад в развитие и процветание Казани, проработавшие по специальности не менее 7 лет, в данном трудовом коллективе — не менее 3 лет и имеющие награды, поощрения от предприятий, объединений, учреждений, организаций, районов города Казани. В случае награждения Знаком отличия награждённому лицу вручаются Знак установленного образца и удостоверение о награждении Знаком отличия. Лицо, удостоенное Знака отличия, носит его на правой стороне груди после государственных наград Российской Федерации и Республики Татарстан. | Решение Казанского совета народных депутатов от 30 марта 2005 года № 3-23 «О наградах Казани»     |
|                                     | Знак отличия «За безупречную службу Казани» I, II и III степени | 30 марта 2005 года | Знаком отличия «За безупречную службу Казани» награждаются муниципальные и государственные служащие города Казани, работники учреждений, предприятий, организаций, находящихся в муниципальной и государственной собственности, внёсшие большой вклад в развитие Казани, за многолетнюю (10, 15, 20 лет) плодотворную деятельность, направленную на процветание Казани и повышение благосостояния казанцев. Знак отличия имеет III степени: - I степень — награждаются лица, безупречно проработавшие (прослужившие) 20 лет; - II степень — награждаются лица, безупречно проработавшие (прослужившие) 15 лет; - III степень — награждаются лица, безупречно проработавшие (прослужившие) 10 лет. В случае награждения Знаком отличия награждённому лицу вручаются Знак установленного образца и удостоверение о награждении Знаком отличия. Лицо, удостоенное Знака отличия, носит его на правой стороне груди после государственных наград Российской Федерации, Республики Татарстан, награды Казани — знака отличия «За труд и доблесть на благо Казани». | Решение Казанского совета народных депутатов от 30 марта 2005 года № 3-23 «О наградах Казани»     |